# Jugendbegegnungsstätte Theresienstadt
Die Jugendbegegnungsstätte Theresienstadt ist eine Einrichtung der Gedenkstätte Theresienstadt in Terezin, Tschechien. Deutschsprachige Freiwillige leisten dort im Rahmen des österreichischen Zivildiensts oder eines Freiwilligendiensts ein Jahr als Mitarbeiter der Gedenkstätte.

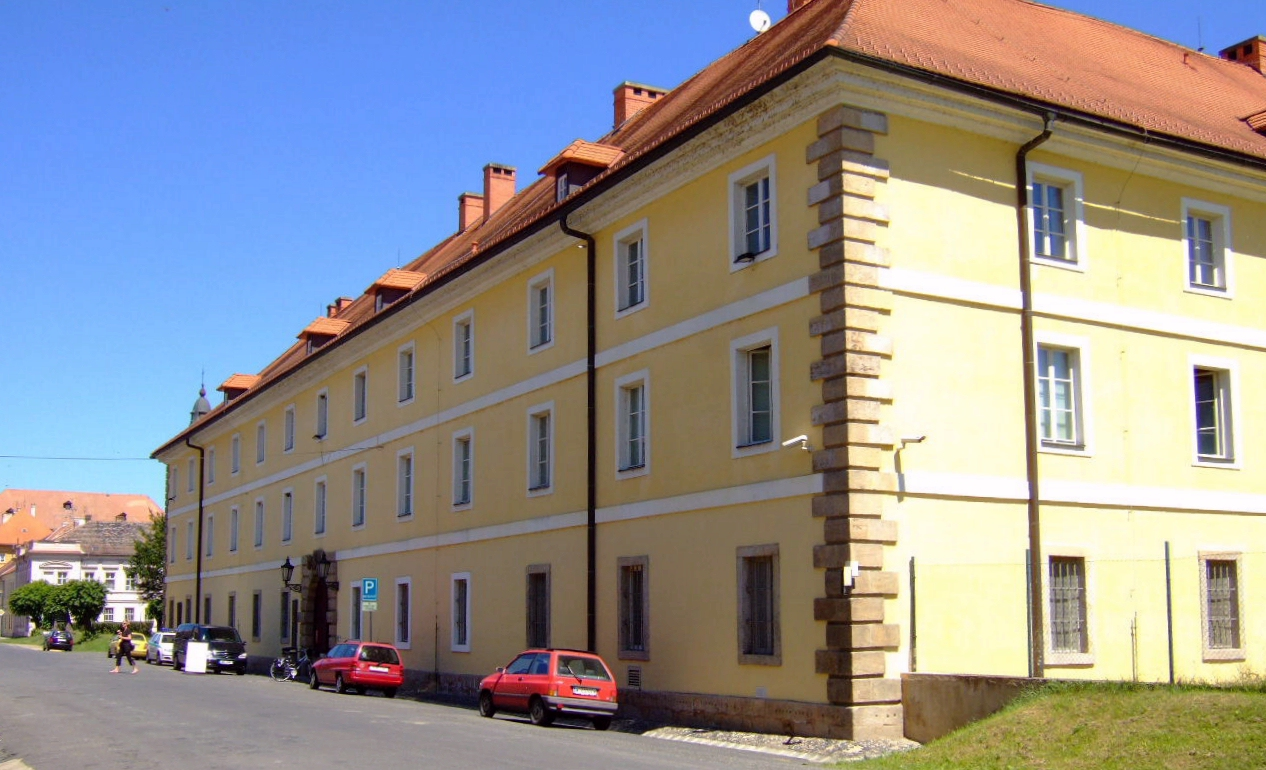
Magdeburger Kaserne, Sitz der Begegnungsstätte

Die Freiwilligen betreuen Schüler- und Jugendgruppen aus Deutschland und Österreich. Dazu werden Führungen, Workshops, Zeitzeugengespräche und Museumsbesuche angeboten. Die Arbeit erfolgt in enger Zusammenarbeit mit der pädagogischen Abteilung der tschechischsprachigen Gedenkstätte.

## Geschichte
Die Jugendbegegnungsstätte wurde 1993 mit der Ankunft des ersten österreichischen Gedenkdieners gegründet. Seit 1997 entsendet auch die deutsche Organisation Aktion Sühnezeichen Friedensdienste (ASF) Freiwillige nach Terezín. Die Aktivitäten von ASF in Tschechien gehen dieser Zeit jedoch lange voraus und Anfänge tschechisch-deutschen Kooperationen, wie Sommerlager lassen sich bereits in den 1960er Jahren finden.
Bis 2011 waren die jungen Männer aus Österreich und Deutschland im Rahmen des Wehrersatzdienstes (Zivildienst) in Theresienstadt.